# Periclimenaeus hebedactylus
Periclimenaeus hebedactylus är en kräftdjursart som beskrevs av Bruce 1970. Periclimenaeus hebedactylus ingår i släktet Periclimenaeus och familjen Palaemonidae. Inga underarter finns listade i Catalogue of Life.